# Liaoning
Liaoning (en chino, 辽宁; pinyin, Liáoníngⓘ) es una provincia de la República Popular China. Su capital es Shenyang. Ubicada al noreste del país, limita con Mongolia Interior, Jilin, Corea del Norte, el mar Amarillo, el mar de Bohai y Hebei.
La moderna provincia de Liaoning se estableció en 1907 como provincia de Fengtian (奉天, Fèngtiān; sistema postal antiguo: Fengtien) y pasó a llamarse Liaoning en 1929, también conocida como provincia de Mukden en ese momento por la pronunciación manchú de Shengjing, el antiguo nombre de la capital de la provincia, Shenyang. Bajo el estado títere japonés de Manchukuo, la provincia volvió a su nombre de 1907, pero el nombre de Liaoning fue restaurado en 1945 y nuevamente en 1954. «Liao» es el nombre antiguo de la región, adoptado por la dinastía Liao, que gobernó el área entre el año 907 y 1125. «Ning» significa «pacífico».
Liaoning también se conoce en chino como «el Triángulo Dorado» por su ubicación estratégica.
El río Yalu marca su frontera con Corea del Norte, desembocando en la bahía de Corea entre Dandong en Liaoning y Sinuiju en Corea del Norte.

## Historia

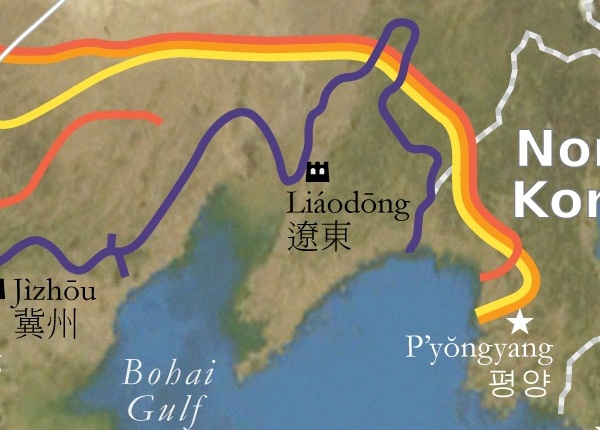
La muralla Ming de Liaodong (en violeta).

Ya las dinastías Qin y Han gobernaron gran parte del área que hoy es la provincia de Liaoning, aunque más tarde el gobierno de la región pasó a manos de otros pueblos como los xianbei, los goguryeo, los kitán o los jurchen. 
Durante el siglo XVII, los manchúes establecieron su capital en Shenyang antes de conquistar el resto de China y establecer la dinastía Qing en 1644. 
En la segunda mitad del siglo, el gobierno imperial reclutó a emigrantes de Shandong para colonizar la región escasamente poblada. Muchos de los actuales habitantes de Liaoning descienden de aquellos colonos. Durante el resto de la etapa manchú, Manchuria estuvo gobernada por tres generales, uno de los cuales, el general de Shengjing, lo hacía sobre la mayor parte de la moderna Liaoning.

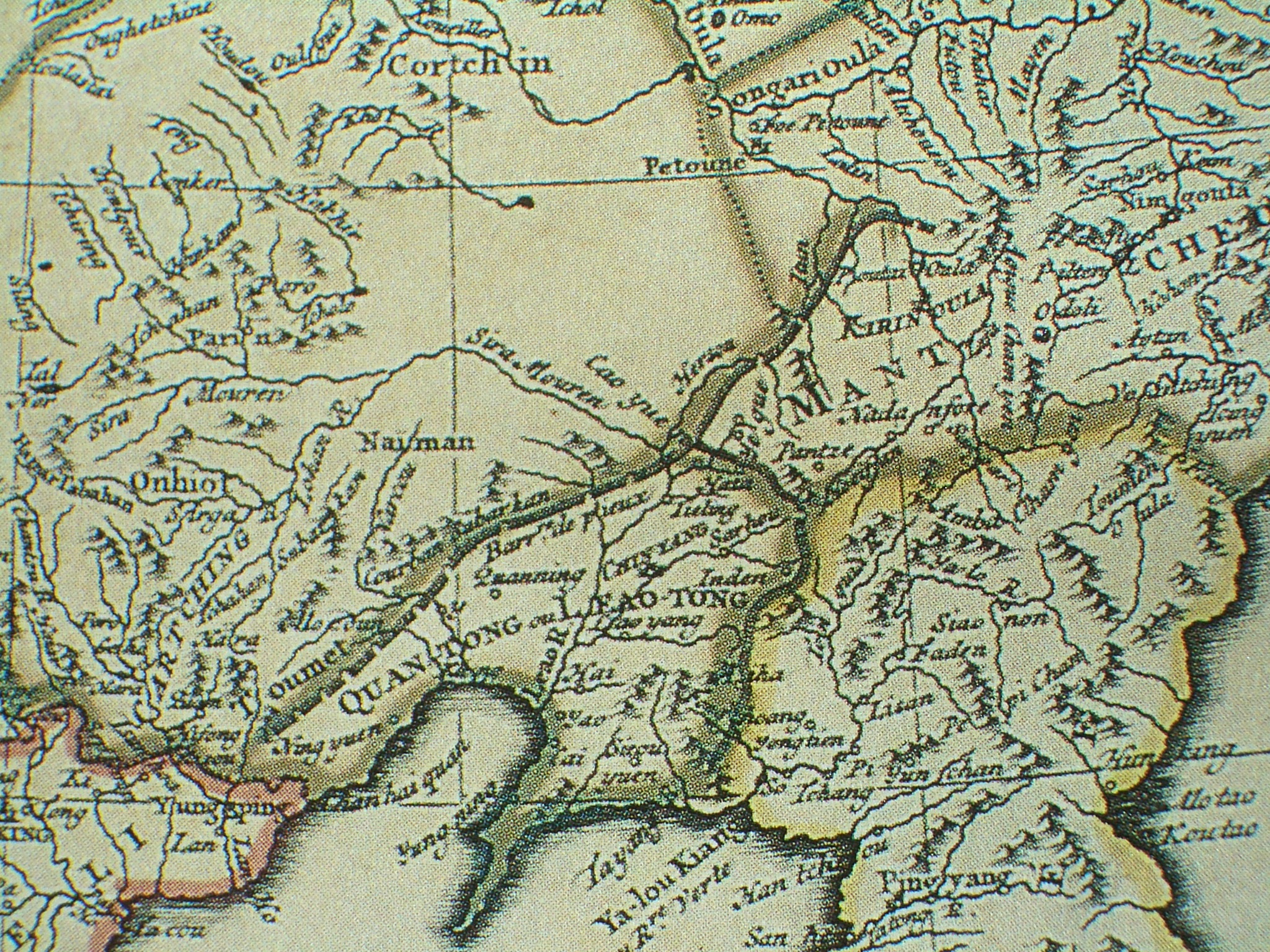
Liaodong (Leao-Tong) a principios de la era Qing, rodeado por la Empalizada de Sauces. Este mapa, publicado en 1734, se basó en datos recogidos por Jesuitas en el. La capital se encuentra en Shenyang (Chinyang); la mayoría de las otras ciudades mencionadas en el informe del gobernador Zhang se muestran también.

En 1860, el gobierno manchú reabrió la provincia a las migraciones. El resultado fue que los han se convirtieron en la etnia dominante en la región. En el siglo XX la provincia de Fengtian fue establecida en lo que hoy es Liaoning. Durante la guerra ruso-japonesa de 1904 a 1905, muchas batallas clave tuvieron lugar en Liaoning. Durante la era de los señores de la guerra, a principios del siglo XX, la provincia estuvo bajo la camarilla de Fengtian, incluyendo a Zhang Zuolin y a su hijo Zhang Xueliang. En 1931, Japón invadió la provincia, que permaneció bajo control japonés durante el periodo del estado de Manchukuo. Las tropas japonesas se retiraron de Liaoning en 1945. Las primeras grandes batallas de la guerra civil china (campaña de Liaoshen) tuvieron lugar en Liaoning y sus alrededores.
Cuando se fundó la República Popular China en 1949, Liaoning no existía. En su lugar había dos provincias, Liaodong y Liaoxi, y cinco municipalidades, Shenyang, Lüda, Anshan, Fushun y Benxi. La actual provincia se estableció en 1954, incluyendo partes de la antigua provincia de Rehe. Durante la Revolución Cultural, Liaoning formó parte de forma temporal de la región de Mongolia Interior.
Liaoning fue una de las primeras provincias chinas en ser industrializadas, primero bajo la ocupación japonesa y después durante las décadas de los cincuenta y sesenta. En la ciudad de Anshan, por ejemplo, se encuentra uno de los mayores complejos de fabricación de hierro y acero de toda China. A principios de los años 2000 muchas de las empresas controladas por el Estado experimentaron dificultades económicas. Reconociendo las especiales dificultades afrontadas por Liaoning y las otras provincias del Noreste, el gobierno chino lanzó la campaña Reactivación del Noreste.
Lista parcial de los gobernadores provinciales:
- Chen Puru (1980-1983)
- Quan Shuren (1983-1986)
- Li Changchun (1986-1990)
- Yue Qifeng (1990-1994)
- Wen Shizhen (1994-1998)
- Zhang Guoguang (1998-2001)
- Bo Xilai (2001-2004)
- Zhang Wenyue (2004-2007)
- Chen Zhenggao (2007-2014)
- Li Xi (2014-2015)
- Chen Qiufa (2015-2017)
- Tang Yijun (2017-2020)
- Liu Ning (2020-2021)
- Li Lecheng (2021-¿?)

## Geografía

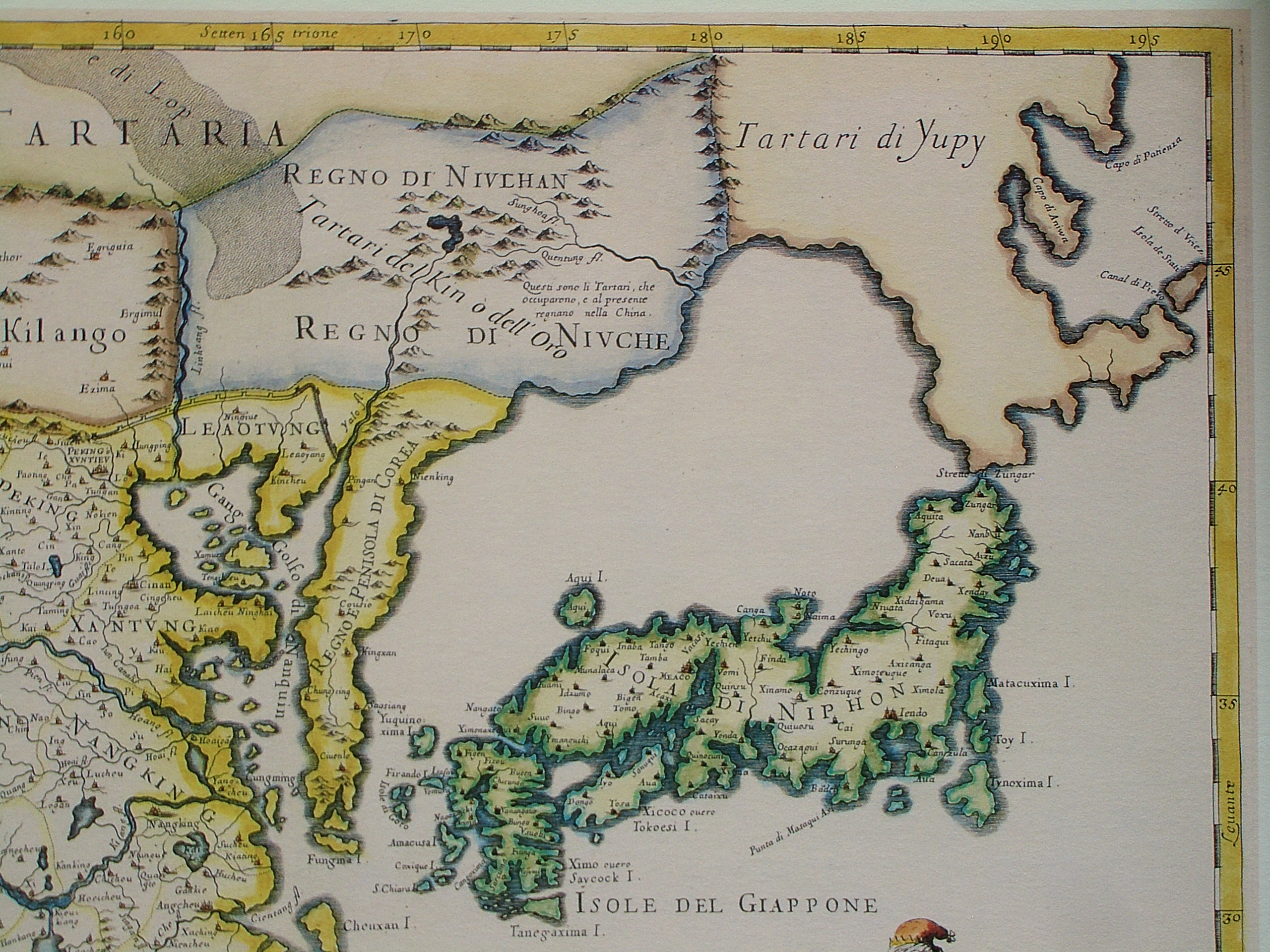
La Liaodong de la era Ming tardía (este de Liaoning) separada por la muralla del Reino de los jurchen (Regno de Niuche). El mapa fue creado a principios de la era Qing y menciona que "en la actualidad" los jurchen (Tartari del Kin) ya han conquistado en el resto de China.

Liaoning está dividida en tres regiones geográficas: las tierras altas del oeste, las llanuras de la zona central y las montañas del este.
En las tierras altas del oeste se encuentran las montañas Nulu'erhu, que más o menos siguen la frontera entre Liaoning y Mongolia Interior. Toda la región está dominada por colinas de escasa altitud.
En la zona central se encuentran las cuencas de los ríos Liao y Daliao y sus afluentes. La zona es principalmente llana y de escasa altitud.
La zona oriental está dominada por las cadenas montañosas de Changbai y Qian, que se extienden hasta el mar para formar la península de Liaodong. El punto más alto de la provincia, el monte Huabozi (1336 metros) se encuentra en esta zona.
El clima es continental monzónico y la media anual de precipitaciones oscila entre los 440 y los 1130 mm. El verano es lluvioso y las demás estaciones son secas.

## Economía
Los principales productos agrícolas de Liaoning son el maíz, el sorgo y la soja. En los alrededores de Dalian se producen las tres cuartas partes de la producción china de manzanas y melocotones dedicada a la exportación. También se produce algodón.
Tiene los mayores depósitos de hierro, magnesio, diamantes y boro de toda la República Popular. Es también una importante fuente de petróleo y gas natural. En la costa se produce también sal.
Es una de las principales bases industriales de China, cubriendo un amplio rango: maquinaria, electrónica, refinado de metales, petróleo, químicos, materiales de construcción, carbón...
La ciudad de Dalian se ha transformado en un importante puerto y la entrada para las exportaciones hacia todo el Nordeste.
En 2004, el PIB nominal fue de 687 300 millones de yuan (85 270 millones de dólares), ocupando el 8.º puesto en la República Popular. La renta per cápita fue de 14 300 yuan (1727 dólares).

## Demografía
| Gráfica de evolución de Liaoning entre 1912 y 2010 |
|                                                    |

La población de la provincia es mayoritariamente de etnia han, con minorías de manchúes, mongoles, hui, coreanos y xibe.
| Composición étnica de Liaoning, censo de 2000*           | Composición étnica de Liaoning, censo de 2000* | Composición étnica de Liaoning, censo de 2000* |
| Nacionalidad                                             | Población                                      | Porcentaje                                     |
| -------------------------------------------------------- | ---------------------------------------------- | ---------------------------------------------- |
| Han                                                      | 35 105 991                                     | 83,94%                                         |
| Manchú                                                   | 5 385 287                                      | 12,88%                                         |
| Mongol                                                   | 669 972                                        | 1,60%                                          |
| Hui                                                      | 264 407                                        | 0,632%                                         |
| Coreana                                                  | 241 052                                        | 0,576%                                         |
| Xibe                                                     | 132 615                                        | 0,317%                                         |
| (*) No incluye a los miembros del EPL en servicio activo |                                                |                                                |

## Paleontología
Liaoning es conocida por el hallazgo de extraordinarios fósiles del Cretácico inferior de la formación de Yixian. El primer dinosaurio con plumas, el Sinosauropteryx prima, fue descubierto aquí y dado a conocer en 1996. Otros descubrimientos notables han sido el de un embrión intacto de pterosaurio; el Repenomamus (un mamífero del tamaño de un gato que comía dinosaurios) y el Sinornithosaurus millenii. En 2004, los paleontólogos desenterraron el primer fósil de Mei long.

## Turismo

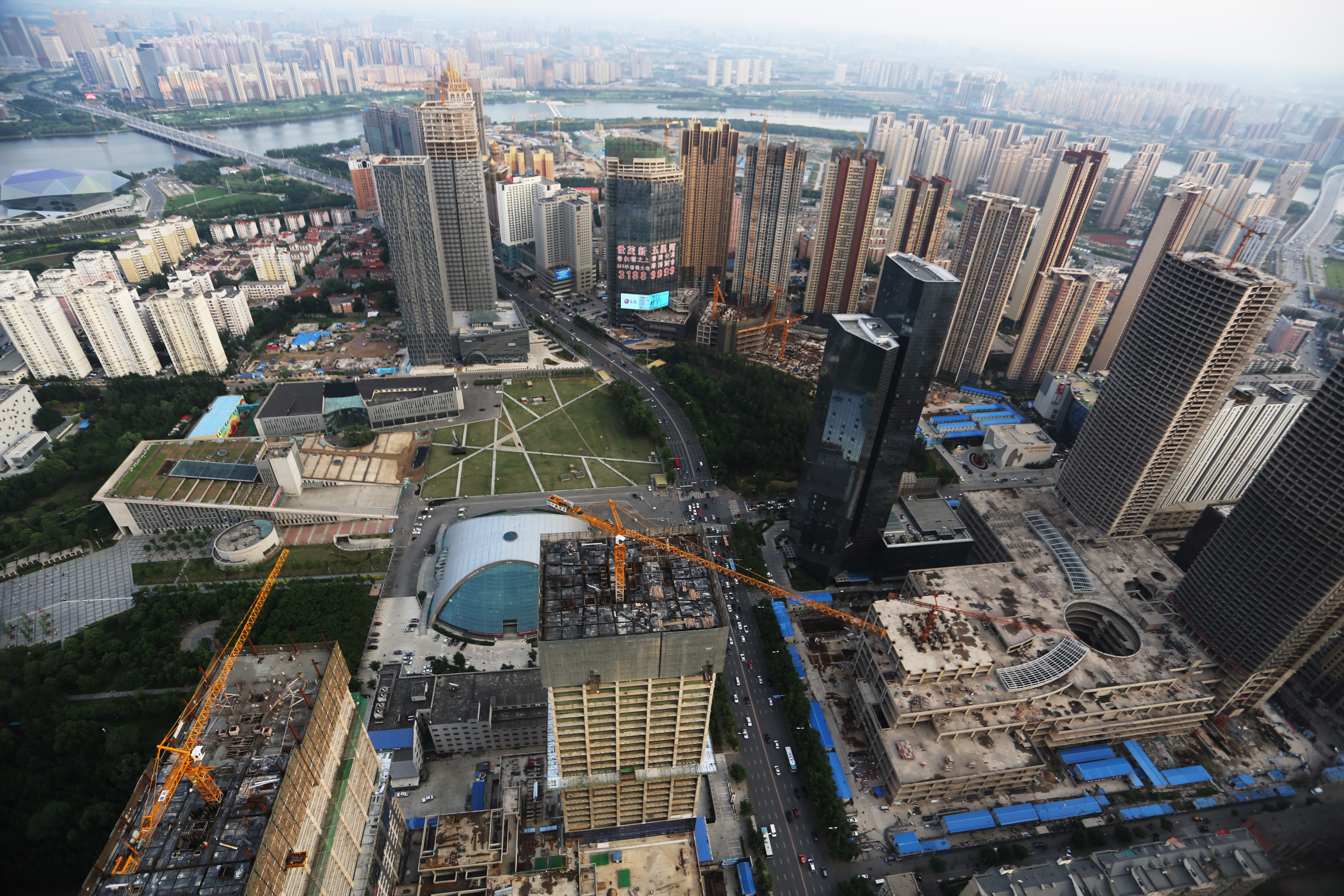
Shenyang capital de la provincia de Liaoning.

En Shenyang está el Palacio Imperial, que fue residencia de la dinastía Qing antes de que conquistaran el resto de China y trasladaran la capital a Pekín. Aunque no tan grande ni famoso como la Ciudad Prohibida, es importante por la representación de la arquitectura palaciega de la época y ha sido incluido en la lista de sitios Patrimonio de la Humanidad de la Unesco como extensión del Palacio Imperial de Pekín.
Tres tumbas imperiales de la dinastía Qing también han sido incluidas en la lista de la Unesco junto con otras de las dinastías Ming y Qing (tumbas Ming en Pekín y tumba de Ming Xiaoling en Nankín). En la tumba del Norte (北陵) está enterrado Hung Taiji, fundador de la dinastía Qing.
El Museo de Historia 18 de septiembre (九一八历史博物馆) está dedicado a la ocupación japonesa de Manchuria. También es interesante el jardín botánico.
La ciudad portuaria de Dalian, en la punta de la península de Liaodong, con su arquitectura de las épocas rusa y japonesa, es un destino turístico por derecho propio, con playas, resorts, zoológicos y tranvías y donde los turistas pueden ir de compras y degustar marisco, lo que la hace un sitio único en China.
Dandong es una ciudad de tamaño medio desde la que se puede divisar la ciudad norcoreana de Sinŭiju al otro lado del río Yalu y visitar el tramo más oriental de la Gran Muralla, denominado Gran Muralla de la Montaña del Tigre (虎山长城).
La ciudad de la Montaña Wunu, un emplazamiento goguryeo encontrado en el distrito autónomo manchú de Huanren, también forma parte de un combinado de la Unesco que incluye otros sitios en Ji'an, Jilin.
En Anshan está el Buda de jade, la mayor estatua de su tipo en el mundo.
Liaoyang tiene varios sitios históricos, como la Pagoda Blanca de la dinastía Yuan.
En Dandong se encuentra el Museo Conmemorativo de la Guerra para Resistir la Agresión de Estados Unidos y Ayudar a Corea. Es el único museo oficial en China que conmemora la participación china en la guerra de Corea (conocida oficialmente en China como «Guerra para Resistir la Agresión de EE.UU. y Ayudar a Corea»).

## División administrativa
Liaoning está formada por 14 ciudades-prefectura y estas a su vez administran 100 divisiones de distrito (17 ciudades de nivel de distrito, 19 distritos, 8 distritos autónomos y 56 sectores) que están divididas en 1511 divisiones de nivel de municipio (613 ciudades, 301 municipios, 77 municipios étnicos y 520 subsectores).
| Mapa | #        | Nombre   | Hanzi        | Hanyu Pinyin        | Tipo |
| ---- | -------- | -------- | ------------ | ------------------- | ---- |
|      |          |          |              |                     |      |
| 1    | Shenyang | 沈阳市   | Shěnyáng Shì | Ciudad subprovincia |      |
| 2    | Dalian   | 大连市   | Dàlián Shì   | Ciudad subprovincia |      |
| 3    | Anshan   | 鞍山市   | Ānshān Shì   | Ciudad-prefectura   |      |
| 4    | Benxi    | 本溪市   | Běnxī Shì    | Ciudad-prefectura   |      |
| 5    | Chaoyang | 朝阳市   | Cháoyáng Shì | Ciudad-prefectura   |      |
| 6    | Dandong  | 丹东市   | Dāndōng Shì  | Ciudad-prefectura   |      |
| 7    | Fushun   | 抚顺市   | Fǔshùn Shì   | Ciudad-prefectura   |      |
| 8    | Fuxin    | 阜新市   | Fùxīn Shì    | Ciudad-prefectura   |      |
| 9    | Huludao  | 葫芦岛市 | Húludǎo Shì  | Ciudad-prefectura   |      |
| 10   | Jinzhou  | 锦州市   | Jǐnzhōu Shì  | Ciudad-prefectura   |      |
| 11   | Liaoyang | 辽阳市   | Liáoyáng Shì | Ciudad-prefectura   |      |
| 12   | Panjin   | 盘锦市   | Pánjǐn Shì   | Ciudad-prefectura   |      |
| 13   | Tieling  | 铁岭市   | Tiělǐng Shì  | Ciudad-prefectura   |      |
| 14   | Yingkou  | 营口市   | Yíngkǒu shì  | Ciudad-prefectura   |      |